# Xian de Yiyang (Henan)
Pour les articles homonymes, voir Yiyang (homonymie).
Le xian de Yiyang (chinois : 宜阳县 ; pinyin : Yíyáng xiàn) est un district administratif de la province du Henan en Chine. Il est placé sous la juridiction de la ville-préfecture de Luoyang.

## Démographie
La population du district était de 644 548 habitants en 1999.